# Belvedere Park
Belvedere Park és una concentració de població designada pel cens dels Estats Units a l'estat de Geòrgia. Segons el cens del 2000 tenia 18.945 habitants.

## Demografia
Segons el cens del 2000, Belvedere Park tenia 18.945 habitants, 6.524 habitatges, i 4.527 famílies. La densitat de població era de 1.468,8 habitants per km².
Dels 6.524 habitatges en un 35,3% hi vivien nens de menys de 18 anys, en un 31,7% hi vivien parelles casades, en un 31,5% dones solteres, i en un 30,6% no eren unitats familiars. En el 22,6% dels habitatges hi vivien persones soles el 4,5% de les quals corresponia a persones de 65 anys o més que vivien soles. El nombre mitjà de persones vivint en cada habitatge era de 2,9 i el nombre mitjà de persones que vivien en cada família era de 3,43.
Per edats la població es repartia de la següent manera: un 30,1% tenia menys de 18 anys, un 10,6% entre 18 i 24, un 32,6% entre 25 i 44, un 20,2% de 45 a 60 i un 6,4% 65 anys o més.
L'edat mediana era de 31 anys. Per cada 100 dones de 18 o més anys hi havia 79,4 homes.
La renda mediana per habitatge era de 36.144 $ i la renda mediana per família de 37.207 $. Els homes tenien una renda mediana de 29.134 $ mentre que les dones 26.323 $. La renda per capita de la població era de 15.524 $. Entorn del 14,1% de les famílies i el 16,7% de la població estaven per davall del llindar de pobresa.

## Poblacions més properes
El següent diagrama mostra les poblacions més properes.